# Світлячка гірська
Світлячка гірська, аденостилес сіролистий (Adenostyles alliariae) — вид рослин із родини айстрових (Asteraceae).

## Етимологія
Назва роду має еллінське походження і стосується залоз, що вкривають стилус квітки (adeno = залози; styles = стилус). Видовий епітет стосується схожості листя з листям деяких видів роду Alliaria.

## Біоморфологічна характеристика

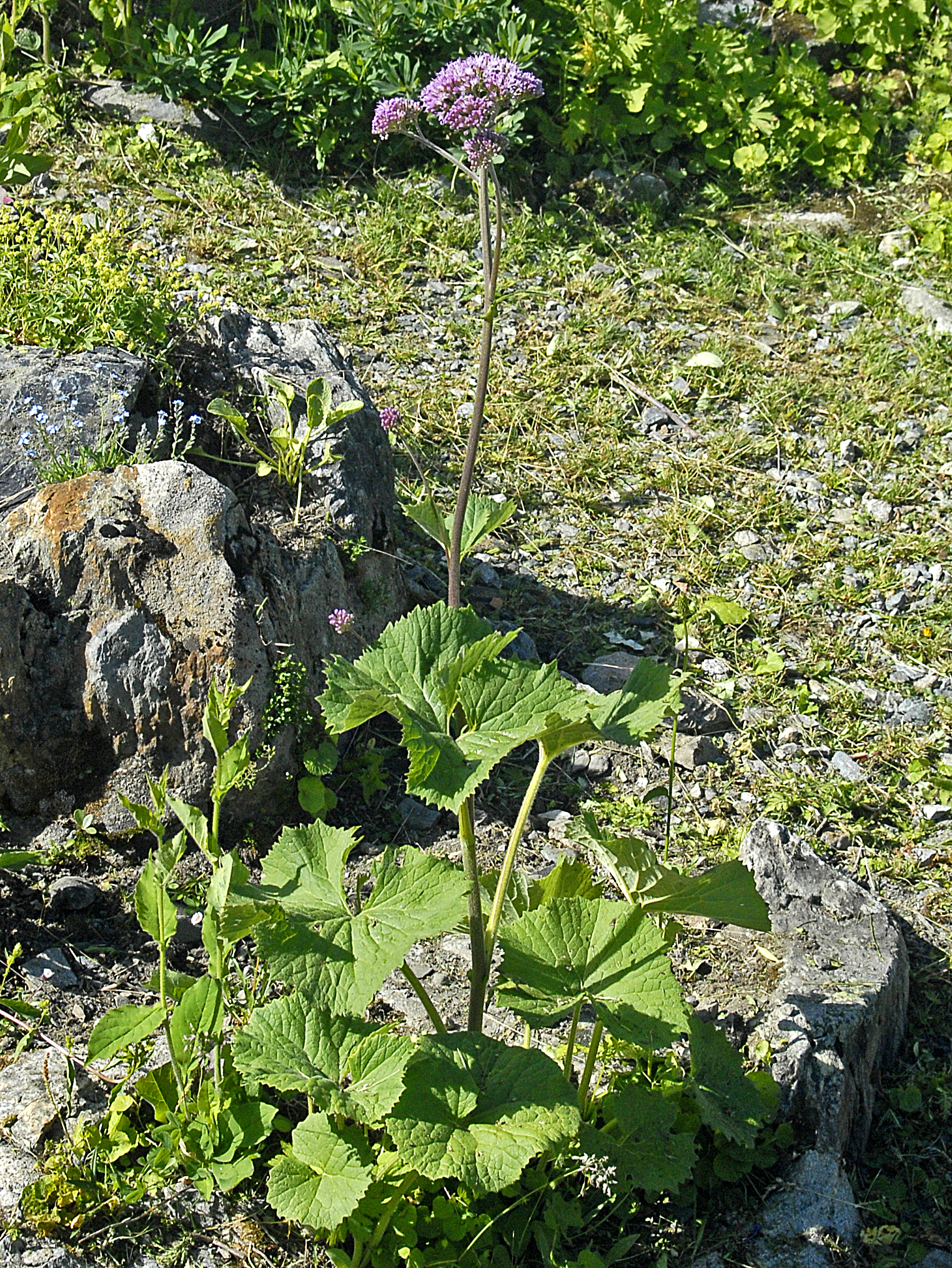

Це багаторічна трав'яниста рослина 50–150(200) см заввишки. Стебла прямовисні, жолобчасті, більш-менш борошнисті, міцні; гілки є тільки в суцвітті. Листки трикутні чи серцеподібно-ниркоподібні, на краю нерівно-гостро-зубчасті; нижні — великі й на довгих ніжках, верхні — дрібніші й майже сидячі, всі — знизу сірувато-повстяні. Кошики 3–8-квіткові, дрібні, 3–6 мм завдовжки, в зонтикоподібному суцвітті. Обгортка дзвонова, листочки на її верхівці фіолетово-пурпурні. Всі квітки в кошику трубчасті, двостатеві. Віночок рожево-червоний, глибоко-5-зубчастий. Сім'янки довгасті, 10-реберні, 3–5 мм, поверхня поздовжньо смугаста, гладка, тьмяна, коричнева; чубчик з 2–3 рядів білих тонких волосків, довший від сім'янки, 5–8 мм. Період цвітіння: червень — серпень. 2n=38.

## Середовище проживання
Вид зростає у Європі (пн.-сх. Іспанія (Піренеї), Андорра, Франція, Італія (вкл. Сицилію), Німеччина, Швейцарія, Австрія, Хорватія, Словенія, Сербія, Боснія та Герцеговина, Албанія, Македонія, Греція, Болгарія, Чехія, Словаччина, Польща, Румунія, Україна) й Туреччині.
В Україні вид росте по гірських лісах і чагарниках, у лісовому й субальпійському поясах — у лісах Карпат, звичайний.

## Використання
Ці рослини в основному використовуються в альпінаріях. Вирощування не є надто складним. Розмножуються як насінням, так і діленням.